# Motte féodale de Celles
La motte féodale de Celles est un site classé de la section de Celles faisant partie de la commune de Faimes en Belgique (province de Liège).

## Localisation
La motte castrale se situe dans le village hesbignon de Celles, entre la rue Armand Heptia et la rue du Tumulus et à proximité de la ferme Dubois, autre bien classé.

## Historique
Comme toutes les mottes castrales, elle a été érigée pendant le Haut Moyen Âge et cette motte, vraisemblablement à la fin de celui-ci, au cours du XIe siècle. Cette motte castrale était autrefois complètement entourée de palissades et de douves. Au XIIIe siècle, le donjon en bois est remplacé par un donjon en pierre, aujourd'hui totalement disparu

## Description
La motte castrale médiévale se résume aujourd'hui à une butte rase plantée d'un arbre au sommet.

## Classement
La motte féodale, rue Armand Heptia, à côté du n°1 et alentours sont classés depuis le 16 octobre 1975 et repris sur la liste du patrimoine immobilier classé de Faimes
.

### Sources et liens externes
- Cirkwi.com
- Faimes.be (page 3)